# Округ Чарлстон (Јужна Каролина)
Округ Чарлстон (енгл. Charleston County) је округ у америчкој савезној држави Јужна Каролина. По попису из 2010. године број становника је 350.209.

## Демографија
Према попису становништва из 2010. у округу је живело 350.209 становника, што је 40.240 (13,0%) становника више него 2000. године.
| Група             | 2000.           | 2010.           |
| Белци             | 188.542 (60,8%) | 217.260 (62,0%) |
| Афроамериканци    | 106.918 (34,5%) | 104.239 (29,8%) |
| Азијати           | 3.463 (1,1%)    | 4.719 (1,3%)    |
| Хиспаноамериканци | 7.434 (2,4%)    | 18.877 (5,4%)   |
| Укупно            | 309.969         | 350.209         |